# Leucophaeus
Leucophaeus è un genere di uccelli della famiglia dei Laridi.

## Descrizione
Sono gabbiani di medie dimensioni che abitano le Americhe, hanno generalmente un piumaggio scuro e di solito portano una mezzaluna bianca sopra e sotto gli occhi.

## Specie
Le cinque specie che appartengono a questo genere sono state separate di recente dal genere Larus.
- Leucophaeus
  - Gabbiano sghignazzante (Leucophaeus atricilla)
  - Gabbiano fuligginoso (Leucophaeus fuliginosus)
  - Gabbiano modesto o Gabbiano grigio (Leucophaeus modestus)
  - Gabbiano di Franklin (Leucophaeus pipixcan)
  - Gabbiano di Magellano (Leucophaeus scoresbii)